# Anthopleura panikkarii
Anthopleura panikkarii is een zeeanemonensoort uit de familie Actiniidae. De anemoon komt uit het geslacht Anthopleura. Anthopleura panikkarii werd in 1968 voor het eerst wetenschappelijk beschreven door Parulekar. 